# Junak

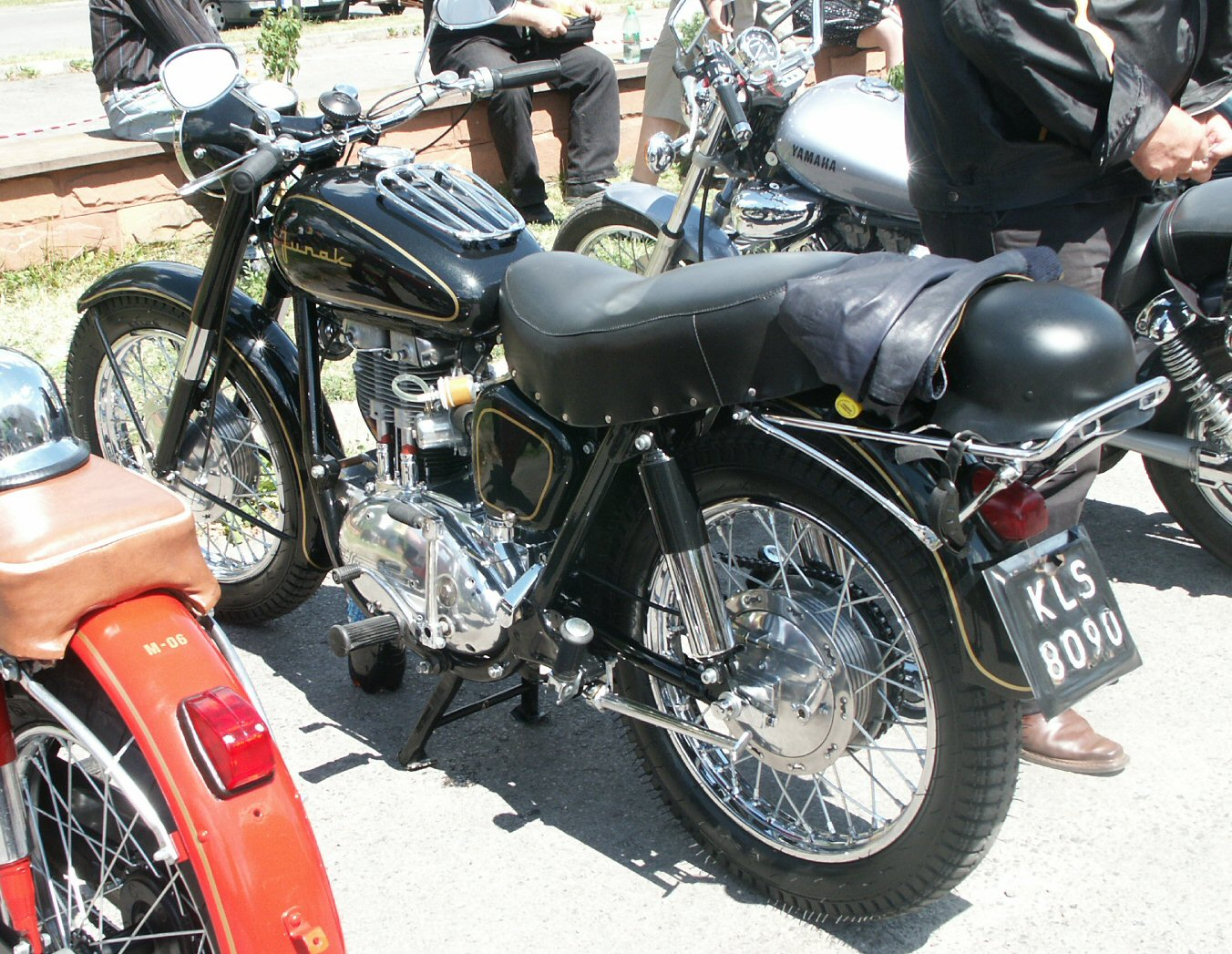
Zo'n Junak zou je zo maar kunnen verwarren met een Britse Royal Enfield

Junak is een historisch merk van motorfietsen.
Szczecinska Fabryka Motociklova, Szczecin (Stettin) (1956-1964). 
Een van de weinige Poolse fabrieken die kopklepmotoren bouwden (verder gebeurde dit alleen bij SM in 1935). Dit waren eigen motoren van 247- en 347 cc. De productie van motorblokken werd later ondergebracht bij ZSM1 in Lodz. Zie ook SFM.